# NGC 7232B
NGC 7232B је спирална галаксија у сазвежђу Ждрал која се налази на NGC листи објеката дубоког неба.
Деклинација објекта је - 45° 46' 50" а ректасцензија 22h 15m 52,4s. Привидна величина (магнитуда) објекта NGC 7232 износи 13,0 а фотографска магнитуда 13,6. NGC 7232B је још познат и под ознакама ESO 289-9, PGC 68443.